# Dyakocoris
Dyakocoris is een geslacht van wantsen uit de familie van de Reduviidae (Roofwantsen). Het geslacht werd voor het eerst wetenschappelijk beschreven door Norman Cecil Egerton Miller in 1951.

## Soorten
Het genus bevat de volgende soort:

- Dyakocoris vulnerans (Amyot & Serville, 1843)